# ام‌گه ۱۷
ام‌گه ۱۷ (به آلمانی: MG 17) (Maschinengewehr 17 - مسلسل ۱۷) یک مسلسل هواگرد ساخت شرکت آلمانی راین‌متال بود که در سال ۱۹۳۴ طراحی و در جریان جنگ جهانی دوم به شکل گسترده در هواگردهای رزمی لوفت‌وافه به کار برده شد.
این مسلسل عموماً به شکل شلیک کننده رو به جلو و ثابت استفاده می‌شد. ام‌گه ۱۷ با سیستم تغذیه کمربندی، با فشار هوا مسلح و ماشه آن با ابزار الکتریکی عمل می‌کرد. در هواگرد جنگنده نامدار مسرشمیت ب‌اف ۱۰۹ تا چهار قبضه ام‌گه ۱۷ نصب می‌شد که اغلب دو قبضه از آن هماهنگ‌شده و دو قبضه دیگر بر روی بال‌ها بود. از سال ۱۹۴۰ با شدت گرفتن جنگ و عدم کفایت توان کالیبر پایین ام‌گه ۱۷، مسلسل‌ها و توپ‌های خودکار دیگری جایگزین این مسلسل شدند. از دیگر هواگردهای پر تولید که از این مسلسل استفاده کردند می‌توان فوکه-وولف اف‌و ۱۹۰، یونکرس یو ۸۷، هاینکل هائی ۱۱۱، دورنیه دو ۱۷ و آرادو آر ۶۸ را نام برد.